# Microtus daghestanicus
Microtus daghestanicus är en däggdjursart som först beskrevs av Shidlovsky 1919.  Microtus daghestanicus ingår i släktet åkersorkar och familjen hamsterartade gnagare. IUCN kategoriserar arten globalt som livskraftig. Inga underarter finns listade i Catalogue of Life.

## Utseende
Arten blir 91 till 105mm lång (huvud och bål), har en 33 till 42 mm lång svans och väger 15 till 25 g. Den har 14,2 till 16,4 mm lång bakfötter och 10 till 12 mm långa öron. Sorken kan lätt förväxlas med Microtus obscurus och en tydlig artbestämning kan bara göras med undersökning av de genetiska egenskaperna. Pälsfärgen är brungrå men lite ljusare än hos Microtus majori. På framsidan är de övre och nedre framtänderna täckta av gul tandemalj.

## Utbredning
Denna sork förekommer i Kaukasus och i angränsande bergstrakter i Ryssland, Georgien, Armenien, Azerbajdzjan och nordöstra Turkiet. Den vistas i regioner som ligger 2000 till 2600 meter över havet. Habitatet utgörs av bergsängar, inklusive betesmark.

## Ekologi
Microtus daghestanicus gräver vanligen underjordiska bon. I klippiga områden söker den ofta skydd i bergssprickor där även snösork och Chionomys gud förekommer. Upphittade honor vara dräktiga med 4 eller 5 ungar.